# Pyrrosia novo-guineae
Pyrrosia novo-guineae là một loài thực vật có mạch trong họ Polypodiaceae. Loài này được (H. Christ) M.G. Price miêu tả khoa học đầu tiên năm 1974.